# Maya Mishalska
Miroslava Maya Mishalska Harasymowicz (Varsóvia, Polônia, 8 de dezembro de 1974) é uma atriz, violinista e apresentadora polaca nacionalizada mexicana. Maya é bastante reconhecida e prestigiada no meio artístico mexicano por suas atuações em telenovelas, como Mujer de madera e Cuidado com o anjo.

## Biografia
Sua paixão por atuação veio quando participou de um piloto de drama, A Casa de Bernarda Alba. Anos mais tarde, foi a Cidade do México, e continuou seus estudos musicais na Universidad Veracruzana. Foi lá onde, por primeira vez, foi capaz de participar de teatro experimental, com a peça A Casa de Bernarda Alba, de Federico García Lorca, resultando, assim, em sua paixão por atuar. No final do Conservatório, decidiu continuar atuando.
Sua estreia na televisão foi em 1989, na telenovela Simplemente María. Posteriormente, vieram outras novelas, tais como Destino, Vovô e eu, e La sombra del otro. Seu primeiro papel de destaque foi, em 1997, como antagonista da novela Huracán.
A atriz se consagrou com papéis de vilãs, e chegou a interpretar três antagonistas seguidas, nas telenovelas Maria Belém, Amor real, e Mujer de madera.
Em 2008, interpretou um papel de dupla personalidade na novela Cuidado con el ángel.
Ao fim de 2012, foi convidada para integrar o Conselho Consultivo da Reserva da Biosfera Calakmul, da qual é membra ativa. Como tal, lhe cabe testemunhar a missão da UNESCO. Promove os valores da Reserva e da sua nomeação para registro como Patrimônio Comum da Humanidade pela UNESCO.
Em 2013, leva este projeto para a Televisa Foundation, onde recebe total apoio. A Televisa, através da fundação, em suas plataformas de notícias, no programa Hoy, em seus portais, e nas cápsulas promocionais com dez temas diferentes, implementa a campanha conduzida pela mesma Maya Mishalska, difundindo a importância, a transcendência, a beleza de Calakmul ante o México e o mundo, assim como sua nominação para receber a Declaratória de Patrimônio Misto da Humanidade pela UNESCO, culminando, em 11 de maio de 2014, com o programa especial: "Calakmul, un tesoro para México, un legado para el mundo".
Ainda em 2013, participou da fase final de Coração indomável (remake de Marimar).
Em 2015, regressa à televisão, na segunda fase de A que no me dejas.

## Vida pessoal
Miroslava Maya Mishalska Harasymowitz, cujo nome, em híndi, significa "ilusão", nasceu em Varsóvia, Polônia. Com a idade de seis anos, começou a estudar violino, instrumento que lhe ensinou disciplina e compromisso com a arte, no conservatório de sua cidade natal.

## Filmografia

### Televisão
| Ano  | Título                                                     | Personagem                                                       | Notas                                                     |
| ---- | ---------------------------------------------------------- | ---------------------------------------------------------------- | --------------------------------------------------------- |
| 1989 | Simplesmente María                                         | Ofelia                                                           |                                                           |
| 1990 | Destino                                                    | Odette Villatoro                                                 |                                                           |
| 1992 | Vovô e eu                                                  | Leticia                                                          |                                                           |
| 1994 | Papá soltero                                               | Elisa                                                            | Episódio: "Disparejas" Episódio: "El ultimo papá soltero" |
| 1994 | Al derecho y al derbez                                     | —                                                                |                                                           |
| 1996 | La sombra del otro                                         | Bernardina del Castillo de Madrigal                              |                                                           |
| 1996 | Concierto de Andrea Bocelli en San Juan de Ulúa            | Apresentadora                                                    |                                                           |
| 1997 | Huracán                                                    | Thelma Villarreal de Vargaslugo                                  |                                                           |
| 1999 | Amor gitano                                                | Astrid de Marnier, Condessa de Marnier, Condessa vda. de Minelli |                                                           |
| 1999 | Tres mujeres                                               | Paulina                                                          |                                                           |
| 2000 | Mujer, casos de la vida real                               | —                                                                | Episódio: "Venenos interiores"                            |
| 2001 | Maria Belém                                                | Úrsula Araña                                                     |                                                           |
| 2003 | Mujer, casos de la vida real                               | Mirna                                                            | Episódio: "Error de Dios"                                 |
| 2003 | Amor real                                                  | Marianne de la Roquette Fuentes Guerra (Marrie)                  | Capítulos 53-95                                           |
| 2004 | Mujer de madera                                            | Piedad Villalpando                                               |                                                           |
| 2004 | Mujer de madera                                            | Caridad Villalpando                                              |                                                           |
| 2005 | 100 Mexicanos Dijeron                                      | Ela mesma                                                        | Episódio: "Villanos vs Luchadores"                        |
| 2007 | Pasión                                                     | Úrsula Mancera y Ruiz Mendoza                                    |                                                           |
| 2008 | Cuidado com o anjo                                         | Blanca Silva de Contreras                                        |                                                           |
| 2008 | Cuidado com o anjo                                         | Ivette Dorleaque                                                 |                                                           |
| 2011 | Dos Hogares                                                | Pamela Ramos                                                     |                                                           |
| 2012 | Cachito do céu                                             | Lucifer "Lucy"                                                   |                                                           |
| 2013 | Coração indomável                                          | Carmela                                                          | Episódios: "20-27 de setembro de 2013"                    |
| 2014 | Calakmul un tesoro para México un legado para la humanidad | Apresentadora                                                    |                                                           |
| 2014 | Yo no creo en los hombres                                  | Vera Duval                                                       |                                                           |
| 2015 | A que no me dejas                                          | Maite                                                            |                                                           |
| 2017 | Mi adorable maldición                                      | Elsa Solana Vda. de Villavicencio                                |                                                           |
| 2019 | Silvia, frente a ti                                        | Jeanne Rucca                                                     |                                                           |
| 2019 | Quince                                                     | Sofía Cienfuegos de Alarcón                                      |                                                           |

### Cinema
- Novia que te vea
- Cilantro y perejil
- El Jugador
- Un Baúl lleno de miedo
- La reina de la noche
- 4 Kilos de Recuerdos

## Teatro
- Honor  Joana Murray Smith
- Las tres hermanas  Chejov
- El retablo jovial  Casona
- La casa de Bernarda Alba  Garcia Lorca
- Bodas de Sangre  Garcia Lorca
- Pedro y el lobo  Prokofiev
- Aladino  musical

## Prêmios e Indicações
| Ano  | Festival                                                 | Categoria                      | Nomeações        | Resultado |
| ---- | -------------------------------------------------------- | ------------------------------ | ---------------- | --------- |
| 1994 | Premio Ariel de Cinema Mexicano                          | Melhor Atriz                   | Novia que te vea | Indicada  |
| 1995 | Menção Especial da Chicago Press                         | —                              | Ela mesma        | Venceu    |
| 1998 | Premio Diosas de Plata                                   | Melhor Atriz Coadjuvante       | Huracán          | Venceu    |
| 1999 | Premio de la Asociación de Críticos de Teatro            | Melhor Atriz                   | La dama del alba | Venceu    |
| 2004 | Premio TVyNovelas                                        | Melhor Atriz Antagônica        | Amor real        | Indicada  |
| 2004 | Círculo Nacional de Periodistas en México (Sol de Oro)   | Melhor Vilã                    | Amor real        | Venceu    |
| 2004 | Premio Califa de Oro                                     | Melhor Atriz Antagônica        | Amor real        | Venceu    |
| 2004 | Premio TV Adicto Golden Awards                           | Melhor Vilã                    | Amor real        | Venceu    |
| 2005 | Premio TVyNovelas                                        | Melhor Atriz Antagônica        | Mujer de madera  | Indicada  |
| 2005 | Premio Laurel de Oro                                     | A la calidad México, España    | Ela mesma        | Venceu    |
| 2008 | Troféu Sol de Oro                                        | Brilhante trajetória artística | Conjunto da Obra | Venceu    |
| 2008 | Premio Gráfica de Oro                                    | Melhor Atuação de Telenovela   | Pasión           | Venceu    |
| 2014 | Premio a la Excelencia de la Camara Nacional de la Mujer | Trajetória Artística           | Homenagem        | Venceu    |